# 2012-es Chevrolet Detroit Belle Isle Grand Prix
A 2012-es Chevrolet Detroit Belle Isle Grand Prix volt a 2012-es Izod IndyCar Series szezon hatodik futama. A versenyt 2012. június 3-án rendezték meg a Detroiti Belle Isle Parkban kialakított utcai pályán. A versenyt az ABC közvetíti. A versenytáv eredetileg 90 körös lett volna, de mivel közel két óráig tartott a pálya helyreállítása miután több helyen felszakadt a beton, 60 körre rövidítették a versenytávot.

## Nevezési lista
| Csapat                           | Motor     | Első pilóta | Első pilóta         | Második pilóta | Második pilóta     | Harmadik pilóta | Harmadik pilóta  | Negyedik pilóta | Negyedik pilóta |
| -------------------------------- | --------- | ----------- | ------------------- | -------------- | ------------------ | --------------- | ---------------- | --------------- | --------------- |
| Team Penske                      | Chevrolet | 2           | Ryan Briscoe        | 3              | Hélio Castroneves  | 12              | Will Power       |                 |                 |
| Panther Racing                   | Chevrolet | 4           | J. R. Hildebrand    |                |                    |                 |                  |                 |                 |
| KV Racing Technology             | Chevrolet | 5           | E. J. Viso          | 8              | Rubens Barrichello | 11              | Tony Kanaan      |                 |                 |
| Dragon Racing                    | Chevrolet | 7           | Sebastien Bourdais  |                |                    |                 |                  |                 |                 |
| Target Chip Ganassi Racing       | Honda     | 9           | Scott Dixon         | 10             | Dario Franchitti   | 38              | Graham Rahal     | 83              | Charlie Kimball |
| A. J. Foyt Enterprises           | Honda     | 14          | Mike Conway         |                |                    |                 |                  |                 |                 |
| Rahal Letterman Laningan Racing  | Honda     | 15          | Szató Takuma        |                |                    |                 |                  |                 |                 |
| Dale Coyne Racing                | Honda     | 18          | Justin Wilson       | 19             | James Jakes        |                 |                  |                 |                 |
| Ed Carpenter Racing              | Chevrolet | 20          | Ed Carpenter        |                |                    |                 |                  |                 |                 |
| Panther-Dreyer & Reinbold Racing | Chevrolet | 22          | Oriol Servià        |                |                    |                 |                  |                 |                 |
| Andretti Autosport               | Chevrolet | 26          | Marco Andretti      | 27             | James Hinchcliffe  | 28              | Ryan Hunter-Reay |                 |                 |
| Sarah Fisher Hartman Racing      | Honda     | 67          | Josef Newgarden     |                |                    |                 |                  |                 |                 |
| Schmidt Hamilton Motorsports     | Honda     | 77          | Simon Pagenaud      |                |                    |                 |                  |                 |                 |
| Lotus-HVM Racing                 | Lotus     | 78          | Simona de Silvestro |                |                    |                 |                  |                 |                 |
| Team Barracuda – BHA             | Honda     | 98          | Alex Tagliani       |                |                    |                 |                  |                 |                 |
| HIVATALOS NEVEZÉSI LISTA         |           |             |                     |                |                    |                 |                  |                 |                 |

## Eredmények

### Időmérő
| Pozíció | #  | Pilóta              | Csapat                           | Motor     | Egyes csoport | Kettes csoport | Top 12    | Fast 6    |
| ------- | -- | ------------------- | -------------------------------- | --------- | ------------- | -------------- | --------- | --------- |
| 1       | 9  | Scott Dixon         | Chip Ganassi Racing              | Honda     | 1:11.0332     |                | 1:10.5117 | 1:10.3162 |
| 2       | 12 | Will Power          | Team Penske                      | Chevrolet |               | 1:10.7900      | 1:10.4977 | 1:10.3206 |
| 3       | 98 | Alex Tagliani       | Team Barracuda – BHA             | Honda     |               | 1:10.8193      | 1:10.5765 | 1:10.6684 |
| 4       | 77 | Simon Pagenaud      | Schmidt-Hamilton Motorsports     | Honda     | 1:11.4451     |                | 1:10.7050 | 1:10.8426 |
| 5       | 5  | E. J. Viso          | KV Racing Technology             | Chevrolet |               | 1:11.2637      | 1:10.9312 | 1:11.0852 |
| 6       | 28 | Ryan Hunter-Reay    | Andretti Autosport               | Chevrolet | 1:11.4888     |                | 1:10.9398 | 1:11.4557 |
| 7       | 38 | Graham Rahal        | Chip Ganassi Racing              | Honda     |               | 1:11.0627      | 1:10.9434 |           |
| 8       | 2  | Ryan Briscoe        | Team Penske                      | Chevrolet |               | 1:11.5877      | 1:10.9964 |           |
| 9       | 3  | Hélio Castroneves   | Team Penske                      | Chevrolet |               | 1:11.3477      | 1:11.0076 |           |
| 10      | 7  | Sebastian Bourdais  | Dragon Racing                    | Chevrolet | 1:11.8125     |                | 1:11.1624 |           |
| 11      | 18 | Justin Wilson       | Dale Coyne Racing                | Honda     | 1:11.5936     |                | 1:11.3376 |           |
| 12      | 15 | Szató Takuma        | Rahal Letterman Laningan Racing  | Honda     | 1:12.0913     |                | 1:11.8122 |           |
| 13      | 67 | Josef Newgarden     | Sarah Fisher Hartman Racing      | Honda     | 1:12.1068     |                |           |           |
| 14      | 27 | James Hinchcliffe   | Andretti Autosport               | Chevrolet |               | 1:11.6519      |           |           |
| 15      | 10 | Dario Franchitti    | Chip Ganassi Racing              | Honda     | 1:12.3276     |                |           |           |
| 16      | 14 | Mike Conway         | A. J. Foyt Enterprises           | Honda     |               | 1:11.6521      |           |           |
| 17      | 22 | Oriol Servià        | Panther-Dreyer & Reinbold Racing | Chevrolet | 1:12.5754     |                |           |           |
| 18      | 11 | Tony Kanaan         | KV Racing Technology             | Chevrolet |               | 1:11.8080      |           |           |
| 19      | 4  | J. R. Hildebrand    | Panther Racing                   | Chevrolet | 1:12.5835     |                |           |           |
| 20      | 8  | Rubens Barrichello  | KV Racing Technology             | Chevrolet |               | 1:12.4052      |           |           |
| 21      | 83 | Charlie Kimball     | Chip Ganassi Racing              | Honda     | 1:12.5844     |                |           |           |
| 22      | 78 | Simona de Silvestro | Lotus-HVM Racing                 | Lotus     |               | 1:12.6014      |           |           |
| 23      | 20 | Ed Carpenter        | Ed Carpenter Racing              | Chevrolet | 1:14.8816     |                |           |           |
| 24      | 26 | Marco Andretti      | Andretti Autosport               | Chevrolet |               | 1:12.6531      |           |           |
| 25      | 19 | James Jakes         | Dale Coyne Racing                | Honda     |               | 1:12.8469      |           |           |

## Rajtfelállás
| Rajtsor                                                 | Belső ív | Belső ív              | Külső ív | Külső ív            |
| ------------------------------------------------------- | -------- | --------------------- | -------- | ------------------- |
| 1                                                       | 9        | Scott Dixon           | 12       | Will Power          |
| 2                                                       | 98       | Alex Tagliani         | 77       | Simon Pagenaud      |
| 3                                                       | 5        | E. J. Viso            | 28       | Ryan Hunter-Reay    |
| 4                                                       | 2        | Ryan Briscoe          | 3        | Hélio Castroneves   |
| 5                                                       | 7        | Sebastien Bourdais    | 18       | Justin Wilson       |
| 6                                                       | 15       | Szató Takuma          | 67       | Josef Newgarden     |
| 7                                                       | 27       | James Hinchcliffe     | 10       | Dario Franchitti    |
| 8                                                       | 14       | Mike Conway           | 22       | Oriol Servià        |
| 9                                                       | 38       | Graham Rahal †        | 11       | Tony Kanaan         |
| 10                                                      | 4        | J. R. Hildebrand      | 8        | Rubens Barrichello‡ |
| 11                                                      | 83       | Charlie Kimball       | 20       | Ed Carpenter        |
| 12                                                      | 26       | Marco Andretti        | 19       | James Jakes         |
| 13                                                      | 78       | Simona de Silvestro † |          |                     |
| † 10 rajthelyes büntetést kapott motorcsere miatt       |          |                       |          |                     |
| ‡ 10 rajthelyes büntetést kapott karosszériacsere miatt |          |                       |          |                     |

### Verseny
| Pozíció                                                                   | #  | Pilóta              | Csapat                           | Motor     | Futott kör | Idő/Kiesés oka        | Rajthely | Élen töltött körök száma | Pont |
| ------------------------------------------------------------------------- | -- | ------------------- | -------------------------------- | --------- | ---------- | --------------------- | -------- | ------------------------ | ---- |
| 1.                                                                        | 9  | Scott Dixon         | Chip Ganassi Racing              | Honda     | 60         | 1:27:39.5053          | 1        | 60                       | 53   |
| 2.                                                                        | 10 | Dario Franchitti    | Chip Ganassi Racing              | Honda     | 60         | +1.9628               | 14       | 0                        | 40   |
| 3.                                                                        | 77 | Simon Pagenaud (R)  | Schmidt Hamilton Motorsports     | Honda     | 60         | +2.4773               | 4        | 0                        | 35   |
| 4.                                                                        | 12 | Will Power          | Team Penske                      | Chevrolet | 60         | +3.5435               | 2        | 0                        | 32   |
| 5.                                                                        | 22 | Oriol Servià        | Panther-Dreyer & Reinbold Racing | Chevrolet | 60         | +9.6619               | 16       | 0                        | 30   |
| 6.                                                                        | 11 | Tony Kanaan         | KV Racing Technology             | Chevrolet | 60         | +10.1676              | 18       | 0                        | 28   |
| 7.                                                                        | 28 | Ryan Hunter-Reay    | Andretti Autosport               | Chevrolet | 60         | +10.6455              | 6        | 0                        | 26   |
| 8.                                                                        | 83 | Charlie Kimball     | Chip Ganassi Racing              | Honda     | 60         | +11.1048              | 20       | 0                        | 24   |
| 9.                                                                        | 14 | Mike Conway         | A.J. Foyt Enterprises            | Honda     | 60         | +11.5315              | 15       | 0                        | 22   |
| 10.                                                                       | 98 | Alex Tagliani       | Team Barracuda – BHA             | Honda     | 60         | +12.5688              | 3        | 0                        | 20   |
| 11.                                                                       | 26 | Marco Andretti      | Andretti Autosport               | Chevrolet | 60         | +24.5855              | 22       | 0                        | 19   |
| 12.                                                                       | 20 | Ed Carpenter        | Ed Carpenter Racing              | Chevrolet | 60         | +26.6600              | 21       | 0                        | 18   |
| 13.                                                                       | 78 | Simona de Silvestro | HVM Racing                       | Lotus     | 60         | +28.4369              | 25       | 0                        | 17   |
| 14.                                                                       | 4  | J. R. Hildebrand    | Panther Racing                   | Chevrolet | 59         | +1 Kör†               | 19       | 0                        | 16   |
| 15.                                                                       | 67 | Josef Newgarden (R) | Sarah Fisher Hartman Racing      | Honda     | 59         | +1 Kör                | 12       | 0                        | 15   |
| 16.                                                                       | 2  | Ryan Briscoe        | Team Penske                      | Chevrolet | 59         | +1 Kör                | 7        | 0                        | 14   |
| 17.                                                                       | 3  | Hélio Castroneves   | Team Penske                      | Chevrolet | 59         | +1 Kör                | 8        | 0                        | 13   |
| 18.                                                                       | 5  | E. J. Viso          | KV Racing Technology             | Chevrolet | 59         | +1 Kör                | 5        | 0                        | 12   |
| 19.                                                                       | 38 | Graham Rahal        | Chip Ganassi Racing              | Honda     | 58         | +2 Kör                | 17       | 0                        | 12   |
| 20.                                                                       | 15 | Szató Takuma        | Rahal Letterman Lanigan Racing   | Honda     | 38         | Baleset               | 11       | 0                        | 12   |
| 21.                                                                       | 27 | James Hinchcliffe   | Andretti Autosport               | Chevrolet | 38         | Baleset               | 13       | 0                        | 12   |
| 22.                                                                       | 18 | Justin Wilson       | Dale Coyne Racing                | Honda     | 28         | Hátsó keresztlengőkar | 10       | 0                        | 12   |
| 23.                                                                       | 19 | James Jakes         | Dale Coyne Racing                | Honda     | 26         | Fék                   | 23       | 0                        | 12   |
| 24.                                                                       | 7  | Sebastien Bourdais  | Dragon Racing                    | Chevrolet | 24         | Erővesztés            | 9        | 0                        | 12   |
| 25.                                                                       | 8  | Rubens Barrichello  | KV Racing Technology             | Chevrolet | 11         | Gyújtás               | 24       | 0                        | 10   |
| †1 körös időbüntetést kapott mert piros zászló alatt szerelték az autóját |    |                     |                                  |           |            |                       |          |                          |      |

### Verseny statisztikák
A versenyt az elejétől a végéig Scott Dixon vezette.
| Változás az élen             | Változás az élen |
| Kör                          | Élen             |
| ---------------------------- | ---------------- |
| Nem történt változás az élen |                  |

| Élen töltött körök száma | Élen töltött körök száma |
| Körök                    | Versenyző                |
| ------------------------ | ------------------------ |
| 60                       | Scott Dixon              |

| Sárga zászlók: 4 alkalommal összesen 12 körön át | Sárga zászlók: 4 alkalommal összesen 12 körön át                                |
| Körök                                            | Ok                                                                              |
| ------------------------------------------------ | ------------------------------------------------------------------------------- |
| 40-44                                            | #15-ös autó balesete a 12-es kanyarban, a #27-es autó balesete a 7-es kanyarban |
| 45-46                                            | Újraindítás piros zászló után                                                   |
| 48-50                                            | #3-as, #20-as és #67-es autó balesete a 2-es kanyarban                          |
| 52-53                                            | #5-ös és #26-os autó balesete az 5-ös kanyarban                                 |

## Bajnokság állása a verseny után
Pilóták bajnoki állása
| Pozíció | Pilóta            | Pontok |
| ------- | ----------------- | ------ |
| 1       | Will Power        | 232    |
| 2       | Scott Dixon       | 206    |
| 3       | Hélio Castroneves | 177    |
| 4       | Dario Franchitti  | 176    |
| 5       | James Hinchcliffe | 176    |

Gyártók bajnoksága
| Pozíció | Gyártó    | Pontok |
| ------- | --------- | ------ |
| 1       | Chevrolet | 48     |
| 2       | Honda     | 42     |
| 3       | Lotus     | 24     |